# Akademie der Wissenschaften in Wien, Sitzungsberichte, Mathematisch-naturwissenschaftliche Klasse, Abteilung
Akademie der Wissenschaften in Wien, Sitzungsberichte, Mathematisch-naturwissenschaftliche Klasse, Abteilung (abreviado Akad. Wiss. Wien Sitzungsber., Math.-Naturwiss. Kl., Abt. 1.) fue una revista con ilustraciones y descripciones botánicas que fue editada en Viena en los años 1919 hasta 1946, se publicaron los números 128 al 155. Fue precedida por Sitzungsber. Kaiserl. Akad. Wiss., Math.-Naturwiss. Cl., Abt. 1. y reemplazada por Österr. Akad. Wiss., Math-Naturwiss. Kl., Sitzungsber., Abt. 1, Biol.